# Hilda (voornaam)
Hilda is een meisjesnaam . De naam is afgeleid van Hild of de verkorting van Hildegonda. De naam Hilda of Hilde komt in de Germaanse mythologie voor in de vorm van Brunhilde. Andere vormen met -hilde zijn Clothilde, Hildegard, Kriemhild en Mathilde. Hilda is in de Noorse sagen en in de Middelhoogduitse epiek de naam van de dochter van Hagen. De heilige St.-Hilda (614-680) (of Hild, de Angelsaksische versie van haar naam) was dochter van Hereric, koning van het Koninkrijk Northumbria. Hilda van Whitby werd in 649 abdis van het klooster Hartlepool en stichtte in 657 Whitby Abbey. Haar naamdag is 17 november. De naam bleef steeds in gebruik in de omgeving van Whitby Abbey. In de rest van Engeland herleefde de naam in het begin van de twintigste eeuw. In 2014 kwam de 3047 maal voor als eerste naam en 2030 maal als volgnaam. De naam werd in Nederland minder populair sinds de zeventiger jaren van de twintigste eeuw. In Nederland werd de naam in 2016 vijftien keer gegeven aan een meisje.

## Bekende naamdragers
- Hilda Bongertman -  Nederlandse stewardess en schrijfster
- Hilda Carlén - Zweedse voetbalster
- Hilda Clark - Amerikaanse actrice, toneelspeelster en model
- Hilda Crane - Amerikaanse dramafilm
- Hilda Daneels - Belgisch politica
- Hilda De Groote - Belgische sopraan
- Hilda Hongell - eerste vrouwelijke bouwmeester van Finland
- Hilda Kanselaar - Nederlandse beeldhouwer en schilder
- Hilda Kibet - Keniaans-Nederlandse langeafstandsloopster
- Hilda Kuper - Rhodesische antropoloog
- Hilde Pach - Nederlandse vertaalster
- Hilda Petrie - Britse archeologe
- Hilda Ram - Vlaams schrijfster en dichteres
- Hilda Sjölin - eerste professionele vrouwelijke fotograaf in Zweden
- Hilda van Luxemburg (1864-1952) - hertogin
- Hilda Van Roose - Belgische actrice
- Hilda Verwey-Jonker - Nederlandse sociologe en politica
- Hilda van Stockum - Nederlands-Brits kinderboekenschrijfster
- Hilda van Suylenburg - feministische roman uit 1897
- Hilda van Whitby - abdis